# NGC 3008
NGC 3008 (również PGC 28252) – galaktyka spiralna (S?), znajdująca się w gwiazdozbiorze Wielkiej Niedźwiedzicy. Odkrył ją 25 stycznia 1851 roku Bindon Stoney – asystent Williama Parsonsa. Jest to galaktyka z aktywnym jądrem typu LINER.